# Червени барбуни
Червените барбуни (Mullus) са род актиноптери от семейство Барбунови (Mullidae).
Таксонът е описан за пръв път от Карл Линей през 1758 година.

## Видове
- Mullus argentinae
- Mullus auratus
- Mullus barbatus – Барбуня
- Mullus surmuletus – Червен барбун